# اوجاكله (مقاطعة تشالوس)
اوجاكله (بالفارسية: اوجاکله) هي قرية تقع في قسم كلارستاق الغربي الريفي (مقاطعة تشالوس) في إيران. يقدر عدد سكانها بـ 481 نسمة بحسب إحصاء 2016.